# ジャッカー電撃隊VSゴレンジャー
- スーパー戦隊シリーズ
  - ジャッカー電撃隊 > ジャッカー電撃隊VSゴレンジャー
  - 秘密戦隊ゴレンジャー > ジャッカー電撃隊VSゴレンジャー

『ジャッカー電撃隊VSゴレンジャー』（ジャッカーでんげきたいたいゴレンジャー）は、1978年の春休み東映まんがまつりにて上映された劇場用オリジナル作品。封切は1978年3月18日。併映は『世界名作童話 おやゆび姫』『惑星ロボ ダンガードA 宇宙大海戦』『キャンディ・キャンディ 春の呼び声』『一休さんとやんちゃ姫』の4本。

## 概要
前年に放送された『ジャッカー電撃隊』の後日談となる作品で、その前作『秘密戦隊ゴレンジャー』とのクロスオーバー作品でもある。
ゴレンジャーの5人のうち、変身前の姿はペギー松山（モモレンジャー）しか登場しないが、アオレンジャーとキレンジャーの声はオリジナルキャストが担当している。また、アカレンジャーとミドレンジャーの声はテレビシリーズのバンクを再使用した。
東映まんがまつりでは、既にアニメ映画として永井豪原作作品同士が競演する劇場版マジンガーシリーズが先例としてあったが、特撮作品では本作品が唯一の競演作品となる。また、本作品では世界各地でジャッカーやゴレンジャー以外にも石森東映特撮ヒーローが戦っているとの描写がなされ、悪役にも天本英世、安藤三男、潮建志といった各作品で活躍した悪役俳優が起用されるなど、石森東映特撮作品の集大成的作品となった。初期案では、『ジャッカー電撃隊対大鉄人17』として『大鉄人17』とのクロスオーバーも検討されていた。
1978年はスーパー戦隊シリーズのテレビシリーズが放送されなかった年であるが、本作品が公開されたことによって映像作品としては途切れていない。
複数のスーパー戦隊が競演して敵と戦うという作品形式は、1996年から始まったオリジナルビデオ作品シリーズ「スーパー戦隊Vシネマ」に引き継がれている。

## ストーリー
ポーカーで負けた罰として、新宿でカレンの買い物の荷物持ちをさせられていたジャッカーの面々。突如その上空に空飛ぶ円盤が現れ、街は混乱に陥った。急遽基地に戻ったジャッカーはスカイエースでこの円盤を追いかける。しかしその空飛ぶ円盤はジャッカーたちをおびき寄せる囮であり、その間に科学特捜隊の燃料部隊が襲撃に遭いウランを強奪されてしまう。
基地に戻ったジャッカーは鯨井長官と番場行動隊長から、クライムは壊滅していなかったことや、クライムが世界中でヒーローたちと戦う拳闘士軍団と結束していたことを聞く。
そんな中、奇怪岬の水爆製造工場に潜入していたスパイ・001が情報を持ち帰ろうと基地を脱出するが、道中で射殺されてしまう。001の水死体を検分する際、桜井とカレンは怪しい女を見つけ、追跡を開始。追い詰められた女は桜井たちに身分証明書を見せた。「ゴレンジャー」…そう、彼女こそ西サハラから拳闘士軍団を追ってやってきたモモレンジャーことペギー松山であった。001が着ていた服は太陽光線を浴びると文字が浮き出る仕掛けになっており、これはスキュタレー暗号（棒に巻きつけると文章としてわかるようになっている）となっていた。その暗号には「エンバン」「スイバク」の文字、そして書かれた数字を緯度・経度と解釈してそれらが交わる点（奇怪岬）にはクライム秘密基地があることを示唆していた。
早速、奇怪岬に向かったジャッカーとペギー。桜井、カレン、ペギーが東と大地を囮にし、厳重な警戒網を突破して基地に侵入。そこで桜井たちはクライム首領・アイアンクローの作戦の全貌を知る。それは、東京を含む世界7カ国の首都に水爆を落とし、一時的に空飛ぶ円盤で宇宙に退避。騒ぎが収まったところに再び地上に降り立ち、世界征服を済ませるというものであった。しかし桜井たちは発見されてしまい、モモレンジャーとともに基地外に脱出。そこに一度基地に戻っていた東と大地がスカイエースで登場。搭載していた変身カプセルで桜井とカレンも変身してジャッカーが戦闘準備完了。さらに、西サハラからゴレンジャーを乗せたバリドリーンが日本へ帰還した。
こうしてゴレンジャーとジャッカーが揃い、クライム四天王との死闘を開始したのであった。

## 登場人物

### ジャッカー電撃隊
桜井五郎 / スペードエース
元オリンピック近代五種ゴールドメダリストのサイボーグ。カレンと行動を共にする。クライム四天王との戦いではアカレンジャーと共に地獄拳師と戦った。最終的には鉄の爪を倒す。
東竜 / ダイヤジャック
元ボクサーのサイボーグ。大地と共に桜井たちが水爆工場に潜入する際の囮を担当。クライム四天王との戦いではアオレンジャーと共にUFO船長と戦った。
カレン水木 / ハートクイン
元警察官のサイボーグ。冒頭ではポーカーに勝ったことから、桜井たち男性陣に買い物の荷物持ちをさせていた。クライムとの戦いでは恋仲の桜井と行動を共にした。クライム四天王との戦いではモモレンジャーと共に鉄面男爵と戦った。また、モモレンジャーと共に「UFO」の振り付けを披露し、UFO船長配下の戦闘員を悩殺する一面もあった。
大地文太 / クローバーキング
元海洋学者のサイボーグ。東と共に囮を務めた。クライム四天王との戦いではミドレンジャーと共にサハラ将軍と戦った。同じ怪力戦士であるキレンジャーとは通じるものがあったようで、最後の握手もミドレンジャーとではなく、彼と握手していた。
番場壮吉 / ビッグワン
ジャッカーの行動隊長。ジャッカーとゴレンジャーがピンチに陥った際に参戦し、ゴレンジャーハリケーン・ビッグボンバーを考案した。戦闘時の変装は「地元の釣り人」。
鯨井大助
ジャッカーの指揮官であるジョーカー。再び日本支部の長官として活動。ジャッカーにクライムに不穏な動きがあることと世界中で悪と戦うヒーローの存在を語った。
姫玉三郎
国際科学特捜隊隊員でジャッカーの炊事担当。番場と共に変装した状態で戦場に現れた。

### 秘密戦隊ゴレンジャー
アカレンジャー
ゴレンジャーのリーダー。ジャッカーとの共闘ではスペードエースと共に地獄拳師と戦う。
アオレンジャー
ゴレンジャーのサブリーダー。ジャッカーとの共闘ではダイヤジャックと共にUFO船長と戦う。
キレンジャー
ゴレンジャーのメンバー。クライム四天王との戦いではジャッカーとコンビは組まなかったが、ビッグワンを讃えたり、同じパワーファイターのクローバーキングと握手をしたりした。
ペギー松山 / モモレンジャー
ゴレンジャーの紅一点。サハラ軍団を追っていた際にジャッカーの桜井とカレンと接触。以降はその2人と行動を共にし、ゴレンジャーの中では最初にジャッカーと共闘した。クライム四天王との戦いではハートクインと共に鉄面男爵と戦う。
ミドレンジャー
ゴレンジャーのメンバー。ジャッカーとの共闘ではクローバーキングと共にサハラ将軍と戦う。ジャッカーとの握手はモモレンジャーと一緒にハートクインと握手した。

### クライム
アイアンクロー（鉄の爪）以外は、本作品のみ登場のオリジナルキャラクター。世界中でヒーローたちと戦っていたが、復活したアイアンクローのもとに集結、クライムを再結成した。全員が合体することで四天王ロボとなる。
アイアンクロー（鉄の爪）
犯罪組織クライムの首領。ジャッカーとの戦いで戦死したと思われたが復活。新生クライムとクライム四天王を率いて再び活動を開始した。以前、シャインから与えられた「太陽系のエンペラー」を名乗る。クライム四天王全滅後、空飛ぶ円盤を使って世界各国に水爆を投下しようとするが、自身の爪をビッグワンにすり替えられており、スペードエースに偽の爪をコントロールされ、空飛ぶ円盤と共に爆死した。
UFO船長
クライム四天王の一人。謎のUFO軍団を率い、東京上空に飛来した。世界7カ国（日本、イギリス、フランス、西ドイツ、アメリカ合衆国、ソビエト連邦、中国）を水爆で空爆するUFO作戦を指揮する。
鉄面男爵
クライム四天王の一人。鉄面軍団を率い、ヨーロッパで仮面ライダーV3と戦っていた。武器はボウガンと槍である。
サハラ将軍
クライム四天王の一人。サハラ軍団を率い、サハラ砂漠でゴレンジャーと戦っていた。サブマシンガンと剣での居合い抜きを武器とする。
地獄拳師
クライム四天王の一人。拳闘士軍団を率い、モンゴルでキカイダーと戦っていた。拳法の使い手で鎖分銅が武器。
四天王ロボ
クライム四天王が合体した姿で、体中に砲門を装備している。ゴレンジャーハリケーンやジャッカーコバックすら効果がないほどの強敵だが、ゴレンジャーとジャッカーの共同作戦には適わず、合体攻撃ゴレンジャーハリケーン・ビッグボンバーの前に敗れ、大爆発して果てた。

## 装備・戦力
ゴレンジャーハリケーン・ビッグボンバー
ゴレンジャーとジャッカー電撃隊の合体技。前期ゴレンジャーハリケーンのパス回しでアカが蹴りこんだエンドボールをビッグワンが受け取りビッグボンバーの弾丸とドッキングさせ、ビッグボンバーで撃ち出す。ゴレンジャーハリケーンとジャッカーコバックが通じなかった四天王ロボをこの技で撃破した。

## キャスト
- 桜井五郎 / スペードエース - 丹波義隆
- 東竜 / ダイヤジャック - 伊東平山
- カレン水木 / ハートクイン - ミッチー・ラブ
- 大地文太 / クローバーキング - 風戸佑介
- 番場壮吉 / ビッグワン - 宮内洋
- 鯨井大助 / ジョーカー - 田中浩
- 姫玉三郎 - 林家源平
- ペギー松山 / モモレンジャー - 小牧りさ
- 鉄の爪 - 石橋雅史
- UFO船長 - 安藤三男
- 鉄面男爵 - 潮建志
- サハラ将軍 - 天本英世
- 地獄拳師 - 金田治

### 声の出演
- アオレンジャー - 宮内洋
- キレンジャー - 畠山麦
- アカレンジャー - 高橋利道
- 四天王ロボ - 飯塚昭三
- ハムスター - 江川菜子
- ナレーター - 大平透

### スーツアクター
- スペードエース：丹波義隆（名乗りシーンのみ代役を担当）[6]
- 高橋利道
- 春田三三夫
- 竹下誠治
- 古賀弘文
- 横山稔
- 蒲原敏明
- 高橋健二
- 鈴木弘道
- 井上清和
- 岡本美登
- 建部豊

## スタッフ
- 原作：石森章太郎
- 企画：吉川進、七条敬三
- 脚本：上原正三
- 音楽：渡辺宙明
- 撮影：原秀夫
- 照明：戸塚和夫
- 美術：八木功
- 録音：太田克己
- 編集：菅野順吉
- 効果：伊藤克己
- 選曲：村田好次
- 音楽制作：あんだんて
- 助監督：平山公夫
- 擬斗：（JAC）山岡淳二、金田治
- 進行主任：大里俊博
- 制作担当：伊藤暉雄
- 記録：安倍乃婦子
- 車輌操作：室町建三、熊沢敏明
- 装置：日向勲

特撮研究所
- 操演：鈴木昶
- 美術：松原裕志
- 撮影：高梨昇
- 照明：大西美津男
- 合成：中村義幸
- 美粧：入江プロ
- 衣装：東京衣装
- 大平特殊効果：菊池潔
- キャラクター制作：エキスプロダクション
- 現像：東映化学
- 特撮監督：矢島信男 （ノンクレジット）
- 監督：田口勝彦

## 主題歌・挿入歌
※全曲とも、作曲・編曲は渡辺宙明。
- 主題歌[注釈 6]
  - 「見よ!!ゴレンジャー」
    - 作詞：石森章太郎  / 歌：ささきいさお、こおろぎ'73、ウィルビーズ

  - 「J.A.K.Q.進めジャッカー」
    - 作詞：八手三郎 / 歌：ささきいさお、こおろぎ'73、ザ・チャープス
- 挿入歌
  - 「行け！スカイエース」
    - 作詞：八手三郎 / 歌：ささきいさお、こおろぎ'73

  - 「バリドリーンの歌」
    - 作詞：上原正三 / 歌：ささきいさお、こおろぎ'73

  - 「秘密戦隊ゴレンジャー」
    - 作詞：八手三郎 / 歌：ささきいさお、こおろぎ'73

  - 「進め! ゴレンジャー」
    - 作詞：石森章太郎 / 歌：ささきいさお、堀江美都子、コロムビアゆりかご会

  - 「ジャッカー電撃隊」
    - 作詞：石森章太郎 / 歌：ささきいさお、こおろぎ'73

## 備考
- サハラ軍団戦闘員の衣装は『ゴレンジャー』のゾルダー（黒十字軍戦闘員）の衣装を、拳闘士軍団の衣裳は『ジャッカー』のクライマーをそれぞれ流用している[7]。
- 鯨井長官が世界各地のヒーローの活躍を紹介する場面のBGMは、『ゴレンジャー』以外は各作品のアイキャッチBGMを流用[注釈 7]。
- 企画時のタイトルは『大鉄人17VSジャッカー電撃隊』であり、ジャッカーと共闘するのはゴレンジャーではなく、ワンセブン（&レッドマフラー隊）だった[8]。
- ジャッカーマシン4台のうち、ハートバギーのみ未登場だった（劇中でカレンはスペードマシーンに乗っていた）。また素顔のジャッカーがジャッカーマシンに搭乗する時はヘルメットを被るのだが、本作品では被らなかった。
- 「スーパー戦隊シリーズ」において石森章太郎原作としては最終作となり、間隔を置いて再開された『バトルフィーバーJ』からは原作者の名前を八手三郎に譲ることになる[注釈 8]。またこれに伴い、1971年夏公開の『ゴーゴー仮面ライダー』（『仮面ライダー』のテレビブロウアップ版）以来、切れ目無く続いた石森原作による特撮映画は、1980年春興行の『仮面ライダー 8人ライダーVS銀河王』（『仮面ライダー (スカイライダー)』の劇場用新作）まで途絶える。

## 映像ソフト化
- VHSでは「ジャッカー電撃隊」の1巻に収録。
- DVD:「スーパー戦隊 THE MOVIE BOX」（2003年7月21日発売）[9]、単巻「スーパー戦隊 THE MOVIE」1巻（2004年7月21日発売）に収録。
- BD:「スーパー戦隊 THE MOVIE Blu-ray BOX 1976-1995」（2011年6月21日発売）に収録。